# Vieux Danube
Le Vieux Danube (en allemand : Alte Donau) est un bras-mort du fleuve Danube, situé sur la rive gauche du Nouveau Danube à son passage à Vienne en Autriche, entre les arrondissements de Floridsdorf et de Donaustadt.

## Statistiques
Désormais un plan d'eau, le vieux Danube accueille près de 1 600 bateaux, dont 400 de location. Une quarantaine de commerces sont implantés sur le site, pour répondre à la demande de près de 1,5 million de visiteurs annuels.

## Source
- (de) Cet article est partiellement ou en totalité issu de l’article de Wikipédia en allemand intitulé « Alte Donau » (voir la liste des auteurs).